# 瓦倫斯費爾德

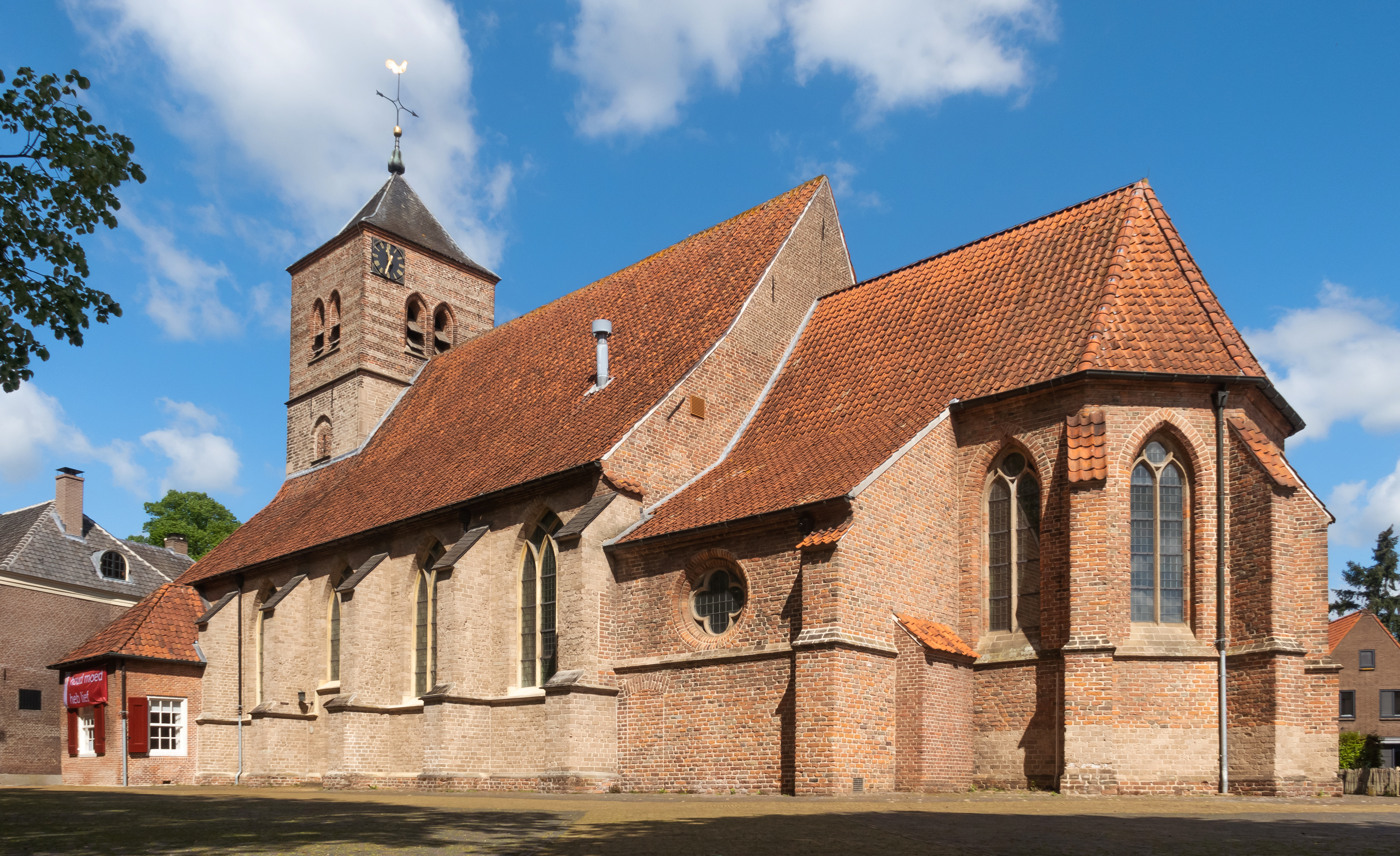

瓦倫斯費爾德（荷兰语：Warnsveld）是荷蘭的城鎮，位於該國東部，由海爾德蘭省負責管轄，處於聚特芬以東約2公里，2005年人口9,200。1944年8月23日，該鎮錄得38.6攝氏度，是該國有史以來最高的氣溫。
2005年，瓦倫斯費爾德并入聚特芬，在此之前瓦倫斯費爾德是一个独立的市镇。

## 外部連結
- Map of the former municipality in 1868 （页面存档备份，存于）

52°09′N 6°14′E / 52.150°N 6.233°E